# Lepyrodia heleocharoides
Lepyrodia heleocharoides är en gräsväxtart som beskrevs av Ernest Friedrich Gilg. Lepyrodia heleocharoides ingår i släktet Lepyrodia och familjen Restionaceae. Inga underarter finns listade i Catalogue of Life.